# Vražići (Čelić, BiH)
Vražići su selo na sjeveroistoku Bosne i Hercegovine u Tuzlanskoj županiji, pripadaju općini Čelić. Vražići se nalaze na planini Majevica. Graniče s Velinim Selom na zapadu,
Na sjeveru sa Šatorovićima, na jugu s Lukovicom, na sjeverozapadu sa Zovikom,  na istoku s Ratkovićima, Brnjikom na jugoistoku. Na jugu Vražića protiče rijeka Šibošnica sa svojim poznatim vodopadom nazvanim „Brana“. Vražići imaju i svoj Nogometni Klub pod nazivom NK Vražići 92.

## Stanovništvo
| Vražići            |                |                |                |
| godina popisa      | 1991.          | 1981.          | 1971.          |
| Bošnjaci           | 1.543 (97,53%) | 1.729 (98,01%) | 1.743 (98,03%) |
| Srbi               | 17 (1,07%)     | 30 (1,70%)     | 25 (1,40%)     |
| Hrvati             | 0              | 0              | 2 (0,11%)      |
| Jugoslaveni        | 13 (0,82%)     | 3 (0,17%)      | 4 (0,22%)      |
| ostali i nepoznato | 9 (0,56%)      | 2 (0,11%)      | 4 (0,22%)      |
| ukupno             | 1.582          | 1.764          | 1.778          |

## Šport
Održava se Memorijalni noćni turnir u malom fudbalu Ramiz Omerčević Ramić, bolje poznat kao Memorijalni turnir u malom fudbalu Ramić.